# Alcimochthini
Alcimochthini Simon, 1895 è una tribù di ragni appartenente alla Famiglia Thomisidae.

## Distribuzione
I tre generi oggi noti di questa tribù sono diffusi in Asia orientale e sudorientale.

## Tassonomia
A dicembre 2013, gli aracnologi riconoscono 3 generi appartenenti a questa tribù:
- Alcimochthes Simon, 1885 - Vietnam, Cina, Taiwan, Singapore, Giappone
- Domatha Simon, 1895 - Filippine, Nuova Guinea
- Peritraeus Simon, 1895 - Sri Lanka